# Lega Nazionale B (pallacanestro)
La NLB è la categoria cadetta del campionato svizzero maschile di pallacanestro. La vincitrice viene promossa in Swiss Basketball League.

## Storia
Il campionato svizzero di basket LNB esiste dal 1994.
La National Basketball League ha organizzato la competizione dalla stagione 1994-1995 fino alla stagione 204-2016.
Dalla stagione 2016-2017, Swiss Basketball, tramite la commissione della Swiss Basketball League, organizzerà il campionato svizzero di basket LNB.

### Denominazioni
- dal 1994 al 2016: LNB
- dal 2016: NLB

## Albo d'oro
- 1994-95:  SAV Vacallo
- 1995-96: Genève Basket
- 1996-97:  Blonay Basket
- 1997-98: BC KZO Wetzikon
- 1998-99: Renens Basket
- 1999-00: Chêne BC
- 2000-01: Carouge Basket
- 2001-02: Morges Basket
- 2002-03:  Neuchâtel
- 2003-04:  Hérens Sion
- 2004-05:  SAV Vacallo
- 2005-06:  Vevey Riviera
- 2006-07:  SAV Vacallo
- 2007-08:  SAM Massagno
- 2008-09: Martigny-Rhône Basket
- 2009-10:  GC Zurich Wildcats
- 2010-11: Colas Bernex Basket
- 2011-12:  BC Alte Kanti Aarau
- 2012-13:  BC Alte Kanti Aarau
- 2013-14:  BBC Lausanne
- 2014-15:  BC Alte Kanti Aarau
- 2015-16:  BBC Lausanne
- 2016-17:  Vevey Riviera
- 2017-18:  Villars Basket
- 2018-19:  BBC Nyon
- 2019-20: non assegnato
- 2020-21:  Goldc. Wallabies
- 2021-22:  Vevey Riviera
- 2022-23:  P. Lausanne Foxes
- 2023-24:  GC Zurich Wildcats
- 2024-25:  Bären Kleinbasel

### MVP
Aggiornato al 2 maggio 2025
| Stagione  | MVP finali     | MVP straniero     | MVP CH           | MVP U23 CH    |
| --------- | -------------- | ----------------- | ---------------- | ------------- |
| 2014-2015 | -              | Russell Permenter | Jin-Mark Gyoergy | Marco Lehmann |
| 2015-2016 | -              | Marvin Owens      | Cédrig Bonga     | Marco Lehmann |
| 2016-2017 | Babacar Touré  | -                 | -                | -             |
| 2017-2018 | Troran Brown   | -                 | -                | -             |
| 2018-2019 | Maleye N'Doye  | -                 | -                | -             |
| 2019-2020 | -              | -                 | -                | -             |
| 2020-2021 | Bojan Sekicki  | -                 | -                | -             |
| 2021-2022 | Jonathan Dubas | -                 | -                | -             |
| 2022-2023 | João Grosso    | -                 | -                | -             |
| 2023-2024 | Petar Tomić    | -                 | -                | -             |
| 2024-2025 | Jaylen McManus | -                 | -                | -             |